# Francisco Antonio de Borja-Centelles y Ponce de León
Francisco Antonio de Borja-Centelles y Ponce de León (Cerdeña, 27 de marzo de 1659-Madrid, 4 de abril de 1702) fue un obispo y cardenal español.

## Nacimiento
Nació en Cerdeña en 1659, donde su familia tenía intereses. Era hijo de Francisco Carlos de Borja, IX duque de Gandía, y de María Ana Ponce de León, hija de Rodrigo Ponce de León y Álvarez de Toledo (IV duque de Arcos).

## Carrera eclesiástica
Fue nombrado cardenal por el Papa Inocencio XII en el consistorio del 21 de junio de 1700. En junio de 1701 obtuvo el obispado de Calahorra, y en noviembre de ese año pasó al arzobispado de Burgos, de las que no tomó posesión por fallecer repentinamente el 4 de abril de 1702, siendo sepultado en la Iglesia de la Compañía de Jesús junto a su antepasado san Francisco de Borja.